# Michela Murgia
Pour les articles homonymes, voir Murgia.
Michela Murgia, née le 3 juin 1972 à Cabras en Sardaigne et morte le 10 août 2023 à Rome, est une romancière et une femme politique italienne, qui a été candidate à la présidence de la région Sardaigne lors des élections régionales de 2014. Elle fait partie de la nouvelle vague littéraire sarde.

## Biographie
Née en 1972 à Cabras en Sardaigne, Michela Murgia fréquente un institut technique industriel. Elle multiplie ensuite des emplois précaires dans différents domaines.
Son premier livre, Il mondo deve sapere (Le monde doit savoir), d'abord conçu comme un blog, décrit de façon sarcastique la réalité des opérateurs d'un centre d'appel. Il est adapté au cinéma par Paolo Virzì sous le titre Tutta la vita davanti en 2008.
Michela Murgia publie ensuite en 2008 un reportage en forme de guide touristique sur la Sardaigne, puis un second roman en 2009, Accabadora, récit mêlant tradition sarde et réflexion sur l’euthanasie (l'accabadora étant dans des récits traditionnels de la Sardaigne la personne donnant la mort quand plus aucun soin n’était possible). Elle remporte le prix Campiello avec ce roman qui est traduit et publié en France sous le même titre en 2011,. En 2011, elle publie Ave Mary. E la chiesa inventò la donna, une réflexion sur le rôle des femmes dans la religion catholique. C'est un nouveau succès en Italie. Puis en 2012, elle publie L'incontro (traduit dans l'édition française par le titre La Guerre des saints), l’histoire d’un village partagé entre deux paroisses et dont l’intrigue, basé sur ses souvenirs d'enfance, se déroule à Cabras, son lieu de naissance.
Elle a été candidate à la présidence de la région Sardaigne lors des élections régionales de 2014, arrivant en 3e position avec un peu plus de 10 % des voix.
En 2018, elle publie istruzioni pour diventare fascisti (trad. en 2024 par Devenir fasciste, mode d'emploi). Ouvrage court de 153p., il s'agit d'un pastiche de mode d'emploi au ton décapant et d'actualité. Il est accompagné d'un fascisto-mètre avec lequel le lecteur peut mesurer à quel point sa pensée est influencée par la rhétorique fasciste. Il s'agit du dernier texte de l'auteure.
Le 6 mai 2023, dans une interview accordée au Corriere della Sera, elle déclare qu'elle souffre d'un cancer du rein de stade 4 avec des métastases dans les poumons, les os et le cerveau et qu'il ne lui reste que quelques mois à vivre.
Le 15 juillet 2023, elle épouse civilement in articulo mortis l'acteur et metteur en scène Lorenzo Terenzi. Bien que critique de l'institution du mariage, le couple s'y résout en raison des carences législatives de l'Italie qui n'accorde pas de droit aux partenaires hors mariage.
Elle meurt à Rome le 10 août 2023 des suites d'un cancer du rein, à l'âge de 51 ans.

## Œuvre

### Nouvelles
- L'aragosta, dans le recueil Piciocas. Storie di ex bambine dell'Isola che c'è (2012)
- L'eredità, dans le recueil Sei per la Sardegna (2014)

## Adaptation

### Au cinéma
- 2008 : Tutta la vita davanti, film italien réalisé par Paolo Virzi d’après le roman Il mondo deve sapere, avec Isabella Ragonese, Micaela Ramazzotti, Sabrina Ferilli et Valerio Mastandrea.

## Prix et distinctions notables
- 2009 : Premio Dessi
- 2010 : Prix Campiello pour le roman Accabadora (Comme avant les mères)
- 2023 : Chevalier des Arts et des Lettres[11]